# トゥルーナイト
『トゥルーナイト』（原題：First Knight）は、1995年制作のアメリカ合衆国の映画。
アーサー王の配下の“円卓の騎士”の長ランスロットとアーサー王妃グィネヴィアとの恋を中心に描く。アーサー王、ランスロット、グィネヴィアの項目も参照。
アーサー王をショーン・コネリー、ランスロットをリチャード・ギアが演じている。

## あらすじ
5世紀のイギリス。自由と冒険を求めてさすらう若き騎士ランスロットは、レオネス公国の王（en:Leodegrance）の娘グィネヴィアが嫁ぐ途中で公国と敵対するマラガント王子に襲われていた所を助けたことでアーサー王に高く評価され“円卓の騎士”に迎え入れられ、最も信頼の厚い“第一の騎士”（英語: First Knight）の称号も授かる。しかし、ランスロットはグィネヴィアと恋に落ちてしまい、騎士道と不義の恋の板挟みに苦しむことになる…。

## キャスト
| 役名             | 俳優                         | 日本語吹替 |
| ---------------- | ---------------------------- | ---------- |
| アーサー王       | ショーン・コネリー           | 小林修     |
| ランスロット     | リチャード・ギア             | 安原義人   |
| グィネヴィア     | ジュリア・オーモンド         | 戸田恵子   |
| マラガント王子   | ベン・クロス                 | 谷口節     |
| オスワルド       | ジョン・ギールグッド         | 岩田安生   |
| アグラヴェイン卿 | リアム・カニンガム           | 牛山茂     |
| ケイ卿           | クリストファー・ヴィリアーズ |            |
| ガヘリス卿       | アレクシス・デニソフ         |            |
| ラルフ           | ラルフ・アイネソン           | 大川透     |
| ピーター         | スチュアート・バンス         | 佐久田修   |
| ナレーション     |                              | 中江真司   |

その他、宝亀克寿、稲葉実、田中正彦、辻親八、佐々木みち代、喜田あゆ美、田原アルノ